# Centrale nucleare di Isar
La centrale nucleare di Emsland (in tedesco Kernkraftwerk Isar) è una centrale nucleare della Germania situata vicino al fiume Isar. Si trovano a quattordici chilometri da Landshut, tra Essenbach e Niederaichbach.
La centrale è composta da due reattori PWR chiamati Isar I e Isar II, di cui solo il secondo è funzionante producendo 1485 MW di potenza. 
I due reattori sono completamente diversi: il blocco 1 è un reattore ad acqua bollente, mentre blocco 2 ancora è reattore ad acqua pressurizzata. Dal 1981 al 2010 si sono registrati numerosi incidenti nel reattore Isar I. Dal marzo 2011 è operativo solo il blocco 2. Lo smantellamento del blocco 1 è iniziato nel 2017.